# Ja’akow Riftin
Ja’akow Riftin (hebr.: יעקב ריפתין, ang.: Ya'akov Riftin lub Yaakov Riftin, ur. 16 marca 1907 w Wólce Profeckiej (ob. część Puław), zm. 14 maja 1978) – izraelski polityk, w latach 1949–1965 poseł do Knesetu z listy Mapam.
W wyborach parlamentarnych w 1949 po raz pierwszy dostał się do izraelskiego parlamentu. Zasiadał w Knesetach I, II, III, IV i V kadencji.